# سوبابل
سوبابل (نام علمی: Leucaena leucocephala) نام یک گونه از زیرخانواده کهوریان است.